# Gran Premio de Finlandia de Motociclismo de 1963
El Gran Premio de Finlandia de Motociclismo de 1963 fue la novena prueba de la temporada de 1963 del Campeonato Mundial de Motociclismo. El Gran Premio se disputó el 1 de septiembre de 1963 en el Circuito de Tampere.

## Resultados 500cc
Mike Hailwood se convirtió en campeón mundial de 500 cc después de ganar aquí. Geile Duke tuvo un buen comienzo de temporada, pero la falta de piezas para la Gilera 500 4C de seis años ahora estaba empezando a volverse terrible. Esto benefició principalmente a Alan Shepherd (Matchless), quien terminó segundo por detrás de Mike Hailwood a una vuelta. Mike Duff quedó en tercer lugar (también con la Matchless G50). Shepherd superó a los pilotos de Duke-Gilera en la clasificación del Mundial.
.
| Pos.    | Piloto               | Equipo    | Tiempo     | Pts. |
| ------- | -------------------- | --------- | ---------- | ---- |
| 1       | Mike Hailwood        | MV Agusta | 59' 49" 6  | 8    |
| 2       | Alan Shepherd        | Matchless | +1 Vuelta  | 6    |
| 3       | Mike Duff            | Matchless | +1 Vuelta  | 4    |
| 4       | Fred Stevens         | Norton    | +2 Vueltas | 3    |
| 5       | Syd Mizen            | Norton    | +2 Vueltas | 2    |
| 6       | Nikolai Sevostianov  | CKEB      | +2 Vueltas | 1    |
| 7       | Anssi Resko          | Matchless |            |      |
| 8       | Hannu Kuparinen      | Norton    |            |      |
| 9       | Bosse Granath        | Matchless |            |      |
| 10      | Tauno Nurmi          | Norton    |            |      |
| 11      | Antero Ventoniemi    | Norton    |            |      |
| Ret     | Endel Kiisa          | CKEB      | Ret        |      |
| Ret     | Sven-Olof Gunnarsson | Norton    | Ret        |      |
| Ret     | Roland Föll          | Matchless | Ret        |      |
| Ret     | John Hartle          | Gilera    | Ret        |      |
| Ret     | Pentti Lehtelä       | Norton    | Ret        |      |
| Ret     | Veikko Sulasaari     | Norton    | Ret        |      |
| Fuente: |                      |           |            |      |

## Resultados 350cc
Desde que se convirtió en campeón mundial en el Gran Premio de Úlster, las cosas no fueron tan bien para Jim Redman. En Finlandia quedó en segundo lugar detrás del rendimiento cada vez mejor de Mike Hailwood. Nikolai Sevostianov terminó tercero con la máquina soviética CKEB.
| Pos. | Piloto               | Equipo    | Tiempo       | Pts. |
| ---- | -------------------- | --------- | ------------ | ---- |
| 1    | Mike Hailwood        | MV Agusta | 1h 00' 53" 5 | 8    |
| 2    | Jim Redman           | Honda     | +1' 16" 7    | 6    |
| 3    | Sven-Olof Gunnarsson | Norton    |              | 4    |
| 4    | Nikolai Sevostianov  | CKEB      |              | 3    |
| 5    | Luigi Taveri         | Honda     |              | 2    |
| 6    | Veikko Sulasaari     | Norton    |              | 1    |
| 7    | Viljo Heino          | AJS       |              |      |
| 8    | Sid Mizen            | AJS       |              |      |

## Resultados 125cc
A pesar de que ya se había convertido en campeón mundial desde hace varias carreras, Hugh Anderson no dio opciones a sus rivales y se impuso en esta carrera a un minuto y medio de Luigi Taveri, que fue segundo.
| Pos. | Piloto         | Moto   | Tiempo     | Pts. |
| ---- | -------------- | ------ | ---------- | ---- |
| 1    | Hugh Anderson  | Suzuki | 52' 00" 5  | 8    |
| 2    | Luigi Taveri   | Honda  | +1' 26" 6  | 6    |
| 3    | Alan Shepherd  | MZ     | +1' 30" 9  | 4    |
| 4    | László Szabó   | MZ     | +1 Vuelta  | 3    |
| 5    | Jim Redman     | Honda  | +2 Vueltas | 2    |
| 6    | Gary Dickinson | Honda  | +2 Vueltas | 1    |
| 7    | Seppo Nappi    | Honda  | +2 Vueltas |      |
| Ret  | Frank Perris   | Suzuki | Ret        |      |
| Ret  | Bert Schneider | Suzuki | Ret        |      |

## Resultados 50cc
Hugh Anderson había venido a Tampere como líder de la Copa Mundial, pero aquí Hans-Georg Anscheidt se ganó al compañero de equipo, Mitsuo Itoh. Anderson se estrelló pero terminó tercero. Así las cosas, el alemán pasó a comandar la general. El campeonato mundial estaba tan emocionante que los equipos de Suzuki y Kreidler se vieron obligados a viajar a la GP de Argentina como en el año anterior.
| Pos. | Piloto               | Moto     | Tiempo    | Pts. |
| ---- | -------------------- | -------- | --------- | ---- |
| 1    | Hans-Georg Anscheidt | Kreidler | 36' 07" 7 | 8    |
| 2    | Mitsuo Itoh          | Suzuki   | +6" 4     | 6    |
| 3    | Hugh Anderson        | Suzuki   | +47" 7    | 4    |
| 4    | Isao Morishita       | Suzuki   |           | 3    |
| 5    | Alberto Pagani       | Kreidler |           | 2    |
| 6    | Matti Salonen        | Prykija  |           | 1    |
| 7    | Les Allen            | Atom     |           |      |
| Ret  | Peter Eser           | Honda    | Ret       |      |